# Interferómetro Espacial Infrarrojo
El Interferómetro Espacial Infrarrojo (acrónimo en inglés: ISI) es un interferómetro astronómico compuesto por un arreglo de tres telescopios de 165 cm operando en la franja del infrarrojo medio."ISI" pertenece al Laboratorio de Ciencias del Espacio de la Universidad de California en Berkeley. 
Son telescopios completamente móviles, ubicados en Monte Wilson (a 32 km de Los Ángeles), separados 70 m entre sí, dando la resolución de un telescopio de tal diámetro. Las señales se convierten en radiofrecuencias a través de circuitos heterodinos, y luego son combinados electrónicamente con técnicas copiadas de la radioastronomía.
La línea de base más larga (70 m) da una resolución de 0,003 arcsec, con una longitud de onda de 11 micrómetros. 
El 9 de julio de 2003, ISI registró su primera medición en fase ocluída y síntesis de apertura, en infrarrojo medio.